# 路易斯·加米尔
路易斯·加米尔·卡萨雷斯（西班牙語：Luis Gámir Casares，1942年—2017年）是西班牙经济学家，政治家，大学教授。

## 生平
1942年出生于马德里，毕业于马德里康普顿斯大学，获得法学执业学位和经济学博士学位，后在牛津大学进修。
1977年加入民主中間聯盟。1976年7月至1977年4月担任农业部技术事务秘书长。1977年10月至1978年10月担任西班牙抵押银行行政委员会主席。1978年10月至1979年1月担任社会保障国务秘书。1980年至1982年先后在内阁中出任贸易与旅游大臣、交通、旅游与邮电大臣等职位。1982年大选民主中间联盟失利后退出政坛。1991年加入人民党。1993年当选众议院议员，代表穆尔西亚选区。1996年至2004年担任私有化咨询委员会主席。因为对私有化事业的贡献而获得2002年的海梅一世国王奖经济学奖。
2006年12月至2012年5月担任核安全委员会委员。
2017年1月15日在马德里逝世。

## 荣誉
- 大十字级卡洛斯三世勋章（1980年）[11]
- 米格尔·埃尔南德斯·德埃尔切大学荣誉博士（2011年）[12]